# 2004年夏季残疾人奥林匹克运动会孟加拉国代表团
2004年夏季残疾人奥林匹克运动会孟加拉国代表团是孟加拉国派出的2004年夏季残疾人奥林匹克运动会代表团。未获得奖牌。